# ده‌کهنه (لامرد)
ده‌کهنه روستایی از توابع بخش چاهورز شهرستان لامرد در استان فارس ایران است.

## موقعیت
ده‌کهنه در تقسیمات سیاسی جمهوری اسلامی ایران جزء بخش چاهورز شهرستان لامرد از استان فارس محسوب می‌شود، و در ۲۰ کیلومتری شمال شهرستان لامرد واقع شده است.

### وجه تسمیه
کهنه در فرهنگ منطقه به «سابقه زیاد» معنا می‌شود از این رو این نام را بر روی این خطه نهاده‌اند.
البته برخی از بزرگان نظر بر واژه کهن (ده کهن) به جای کهنه دارند که در گویش محلی همان ده‌کهنه گفته می‌شود.

### حمام دهکنه
حمامی باستانی از دوره ساسانیان است که در ده‌کهنه واقع شده و بخش‌های زیادی از آن سالم مانده‌اند. این حمام برای ثبت میراث تاریخی نامزد شده و طی مراحل اداری آن در جریان است.